# Patxi Errementaria

Un forgeron, errementaria en basque.

Patxi Errementaria est le nom d'un mythique forgeron, personnage de la mythologie basque. 
Bien qu'il soit comparé à Saint Dunstan, il s'inspire d'autres légendes antérieures. Forgeron (errementari en basque) de profession, sa principale caractéristique est d'être maléfique ou vicieux. D'où ce proverbe :

« Patxi Errementari, Gaizto eta Bihurri
Patxi Errementari, Méchant et Pervers »

## Croyances et superstitions sur les forgerons

### La figure du forgeron
Comme pour Tartalo, ce saint Dunstan aurait conquis d'autres légendes plus anciennes. Le forgeron étant en désaccord avec la doctrine chrétienne, la légende veut que plusieurs fois des diables aient été envoyés de l'enfer avec la tâche de l'enlever pour punir ses péchés par des tourments éternels. Il devient parfois démon ou Basajaun. Bien que dans la mythologie basque aujourd'hui le forgeron est connu comme Patxi, il n'est pas toujours nommé dans les autres légendes, tout en conservant son caractère maléfique.

### Superstitions liées au fer
Le fer est lié à plusieurs superstitions et considéré dans les légendes comme une matière permettant d'agiter, blesser et provoquer les sorcières et autres créatures de la nuit. Cela proviendrait du fait que les outils de l'âge du fer, y compris les épées, étaient plus solides que les outils antérieurs en bronze, en pierre ou en bois.
Les Basajaunak sont à la source de ce pouvoir, étant à l'origine les seuls à savoir travailler le fer, jusqu'à ce que Martin Txiki leur vole, entre autres, ces connaissances. 

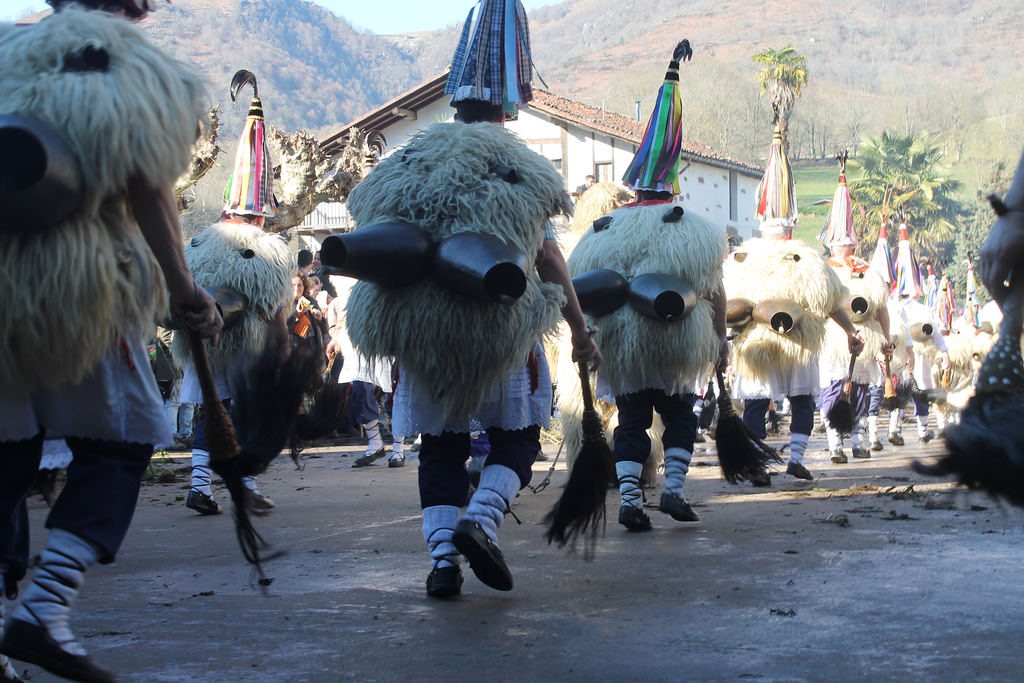
Joaldunak, Ttuntturroak ou Zanpantzarrak.

Dans le carnaval populaire de Zubieta et Ituren nous entendons à travers les “joaldun” les sons des zintzarri (joar ou gare). Les croyances populaires sont en désaccord sur le sens de cette coutume. Certains croient qu'ils font du bruit pour faire fuir les démons ou pour réveiller Amalur ou l'ours (Hartza). 

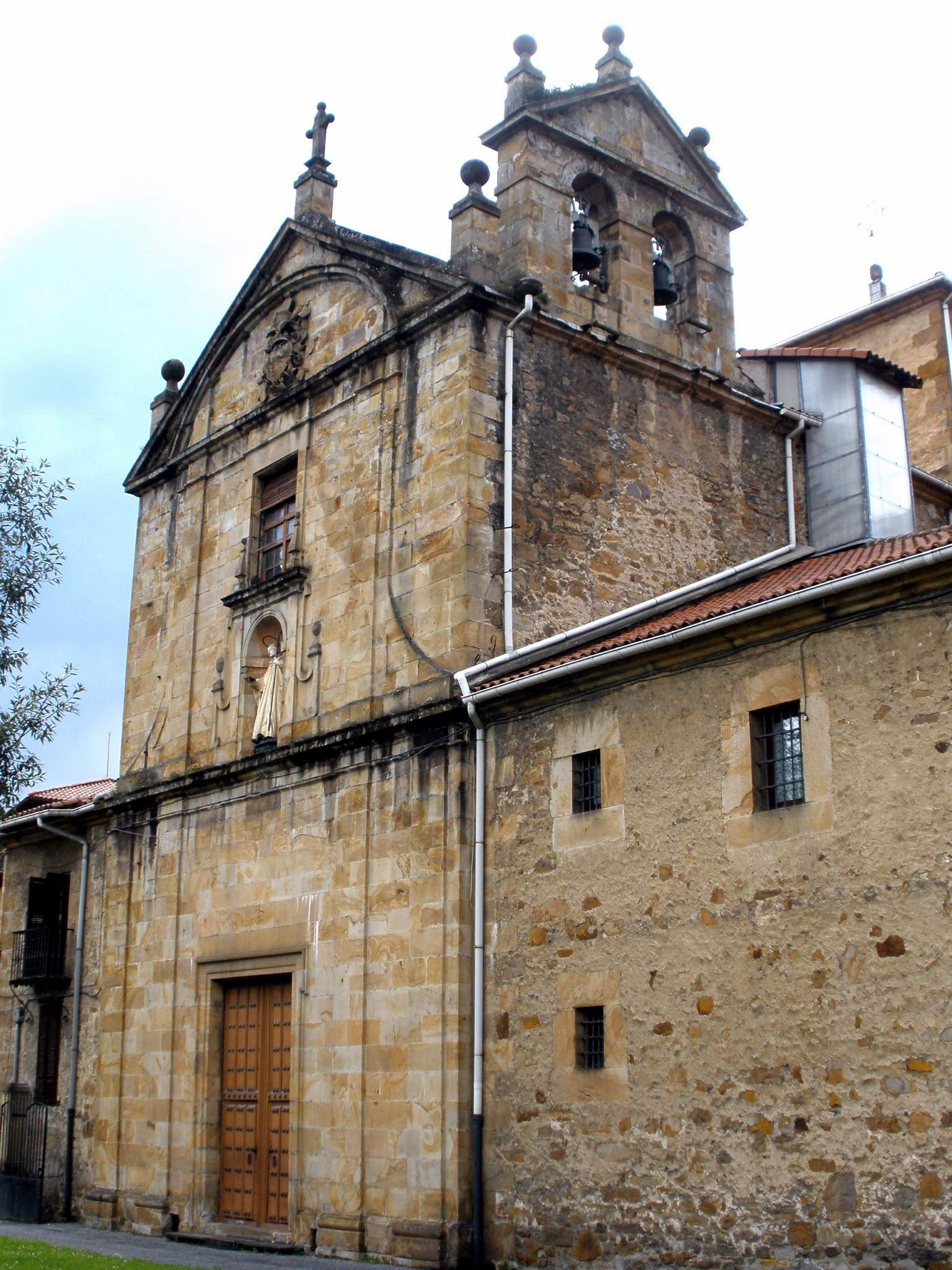
Le son des cloches de l'église a fait taire les anciennes croyances. Sur la photo, le monastère de Santa Ana à Lazkao.

De même, les cloches, étant la création des forgerons, ont des pouvoirs magiques. Le son des cloches des basiliques auraient chassé les sorcières (certains disent les laminak). Plus précisément, leurs pouvoirs magiques témoignent de la puissance du Dieu catholique. Dans de nombreux pays, celles-ci étaient utilisées pour détourner ou éliminer les tempêtes.

Auparavant, lorsque les habitants d'Ituren devaient passer par Elgorriaga, ils demandaient l'autorisation de son maire comme suit :

« - Nola nahi duzu Elgorriagatik igarotzea, ixilik ala zintzarri yoka?

Eta alkateak, herrian aurrez hildakon gorpurik ez bazegoen, erantzuten zien:

- Yoka, yoka

- Comment voulez-vous que l'on passe par Elgorriaga, en silence ou en sonnant les cloches ?

Et le maire, s'il n'y avait pas de corps mort auparavant dans le village, répondait:

- Yoka, yoka (en sonnant, en sonnant) »

## Représentation dans la culture

### Cinéma
2017 : Errementari, film basque réalisé par Paul Urkijo.